# Marchiza de Brinvilliers
Marie-Madeleine d'Aubray, marchiză de Brinvilliers (n. 22 iulie 1630, Paris, Regatul Franței – d. 17 iulie 1676, Paris, Regatul Franței) a fost acuzată și ulterior condamnată pentru uciderea tatălui și a doi dintre frații ei în scopul de a le moșteni averile. După moartea ei, s-a speculat că ar fi otrăvit peste 30 de bolnavi în spitale pentru a-și testa otrăvurile, deși aceste zvonuri nu au fost niciodată confirmate.
Viața Mariei-Madeleine d'Aubray a devenit o sursă de inspirație pentru diferite opere literare, printre care se numără povestiri, poezii și cântece. Elementele din viața ei au fost adaptate în diferite moduri pentru a crea opere artistice care să atragă interesul publicului.

## Începuturi
Marchiza de Brinvilliers, s-a născut într-o familie bogată și influentă în anul 1630, fiind fiica lui Antoine Dreux d'Aubray (1600-1666), care a îndeplinit funcții importante în guvern, precum domn de Offémont și Villiers, consilier de stat, locotenent civil și prévôt al orașului Paris, dar și locotenent general al minelor din Franța. Mama ei, Marie Olier (1602-1666), a fost sora lui Jean-Jacques Olier, care a fondat Sulpicii și a ajutat la înființarea așezării Ville-Marie în Noua Franță, numită ulterior Montreal.
La vârsta de 21 de ani, în anul 1651, s-a căsătorit cu Antoine Gobelin, baron de Nourar și Cavaler în ordinul Sainte Jean de Ierusalim, care mai târziu a devenit marchiz de Brinvilliers. Averea lui Antoine provenea din faimoasele ateliere de tapiserie ale strămoșilor săi. Tatăl marchizei a dăruit cuplului o casă în cartierul aristocratic Marais din Paris, situată pe 12 rue Neuve St. Paul.
Cu marchizul de Brinvilliers, ea a avut trei copii, două fete și un băiat. În total,a avut șapte copii, dar cel puțin patru dintre aceștia sunt suspectați că ar fi copii nelegitimi ai diverselor amanți ai marchizei. În timpul căsătoriei sale, marchiza s-a împrietenit cu un ofițer pe nume Godin de Sainte-Croix, prezentat de soțul său. Mai târziu, ea a dezvoltat o relație de lungă durată cu Sainte-Croix, iar acesta a devenit unul dintre amanții săi.
Tatăl marchizei a fost profund nemulțumit să afle că fiica sa avea o aventură sexuală cu Sainte-Croix, fapt care, dacă ar fi devenit cunoscut public, ar fi putut afecta reputația sa în societatea franceză înaltă. Mai mult, tatăl marchizei a fost îngrijorat de faptul că aceasta își separa averea de cea a soțului ei, care era dependent de jocurile de noroc. În societatea aristocratică franceză, o astfel de separare de avere era echivalentă cu un divorț. În 1663, el a instigat o lettre de cachet împotriva lui Sainte-Croix, iubitul marchizei, cerând arestarea și închiderea acestuia la Bastilia. În timp ce se afla într-o trăsură cu marchiza de Brinvilliers, Sainte-Croix a fost arestat în fața ei și a fost închis în Bastilia pentru aproape două luni. Marchiza a susținut mai târziu că, poate, dacă tatăl ei nu ar fi insistat să-l facă să fie arestat pe iubitul ei, ea nu ar fi recurs la otrăvire.
Potrivit multor istorici, Sainte-Croix a învățat multe despre arta otrăvirii în timpul perioadei petrecute la Bastilia, unde a fost închis în același timp cu infamul Exili, un italian angajat în slujba reginei Cristina a Suediei, care era cunoscut ca fiind expert în otrăvuri. Exili a fost închis la Bastilia nu pentru că ar fi comis o crimă, ci pentru că Ludovic al XIV-lea avea suspiciuni cu privire la prezența sa în Franța, în contextul relațiilor dificile dintre curțile Suediei și Franței în acea perioadă.  
Există și alte teorii cu privire la sursele de inspirație ale lui Sainte-Croix în arta otrăvirii. Unii istorici sugerează că acesta ar fi putut fi deja familiarizat cu operele lui Christopher Glaser, un renumit chimist farmaceutic elvețian, și ar fi putut fi prezent la unele dintre prelegerile ținute de acesta. Cu toate acestea, există și istorici care se îndoiesc că Sainte-Croix ar fi intrat în contact cu Glaser sau Exili și sugerează că acesta ar fi putut să se folosească doar de numele lor bine-cunoscute pentru a-și vinde otrăvurile la un preț mai mare.
După ce a fost eliberat din închisoare, Sainte-Croix s-a căsătorit, dar a continuat să aibă o legătură strânsă cu marchiza de Brinvilliers. El a început o afacere de alchimie, care îi permitea să lucreze cu otrăvuri, despre care acum știa multe din timpul petrecut în închisoare. A obținut licența necesară pentru a utiliza anumite echipamente pentru a-și distila otrăvurile. Sub îndrumarea lui Sainte-Croix, marchiza de Brinvilliers a început să experimenteze cu otrăvuri și să conceapă planuri de răzbunare.

## Crimele

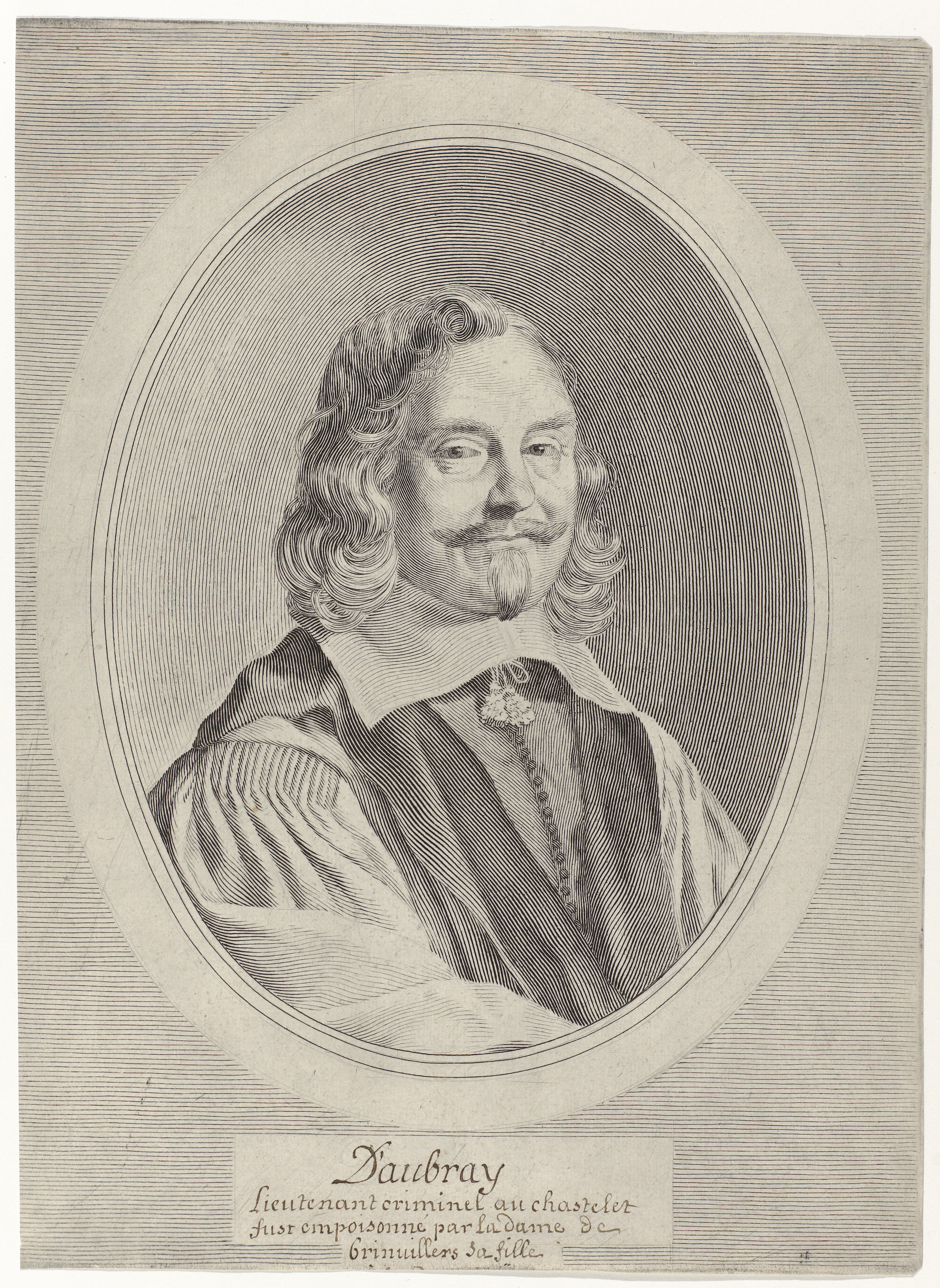
Antoine Dreux d'Aubray. Gravură de Claude Mellan

Există multe teorii cu privire la faptul că marchiza de Brinvilliers și-ar fi testat otrăvurile pe pacienți bolnavi de spital înainte de a-și otrăvi tatăl. Această teorie provine dintr-un raport întocmit de locotenentul general al poliției din Paris, Gabriel Nicolas de La Reynie, care a sugerat că marchiza, o femeie de rang înalt, frumoasă și delicată, provenită dintr-o familie respectabilă, se distra observând cum diferite doze ale otrăvurilor sale își făceau efectul asupra bolnavilor.
Marchiza și-a testat otrăvurile la spitalul Hôtel Dieu, situat în apropierea catedralei Notre Dame. Hôtel Dieu era un spital prost administrat, supraaglomerat și mai preocupat de salvarea sufletelor decât de salvarea vieților, astfel încât decesele, chiar și cele suspecte, trecuseră neobservate. Pe lângă aceste experimente, marchiza a început să-și testeze otrăvurile pe servitorii săi, dându-le mâncare contaminată cu substanțțe experimentale. Deși marchiza nu a fost judecată pentru aceste crime, ele i-au fost atribuite după execuția sa.
În 1666, marchiza a început să-și otrăvească încet tatăl, cu intenția de a-i lua averea. Pentru a-și îndeplini planul, ea l-a angajat pe Gascon să îi administreze otrava treptat tatălui ei.
În săptămâna dinaintea morții sale, tatăl marchizei a invitat-o pe fiica sa și pe nepoții ei să stea cu el. În această perioadă, marchiza i-a administrat mai multe doze de otravă, sub forma unei rețete denumite „rețeta lui Glaser”, un amestec de substanțe chimice testat, care a avut ca efect aparent decesul natural. Antoine Dreux d'Aubrey a murit în prezența marchizei, iar o autopsie efectuată ulterior a concluzionat că moartea lui a fost cauzată de gută și de alte afecțiuni naturale.
După moartea tatălui său, marchiza a moștenit o parte din averea acestuia. Ea a cheltuit rapid banii, iar având nevoie demai multe fonduri, a decis să-și otrăvească cei doi frați, sperând să obțină și partea lor din avere.
În cazul celor doi frați, marchiza a întâmpinat dificultăți în a-i otrăvi, deoarece nu avea o relație apropiată cu niciunul dintre ei. Pentru a-și îndeplini planul, ea a angajat pe Jean Hamelin, cunoscut sub numele de La Chaussée, să lucreze ca lacheu în gospodăria fraților. La Chaussée a început imediat să-i administreze otravă unuia dintre frați, Antoine d'Aubray. Acesta a bănuit că este ținta unei tentative de otrăvire când și-a dat seama că băutura sa avea un gust metalic. Încercarea lui La Chaussée de a-l otrăvi acolo a eșuat, dar nu după mult timp, în timpul unei sărbători de Paște, Antoine d'Aubray s-a îmbolnăvit după ce a mâncat o plăcintă și nu și-a mai revenit niciodată, murind la 17 iunie 1670. Al doilea frate a fost otrăvit la scurt timp după aceea, murind în luna septembrie a aceluiași an. Autopsiile lor ulterioare au indicat otrăvirea, datorită faptului că intestinele lor aveau o culoare suspectă, dar cu toate acestea, concluzia oficială a fost că amândoi au murit din cauza unui tumor malign.

## Descoperirea crimelor, fuga și capturarea
Initial, otrăvirile practicate de Marie-Madeleine d'Aubray nu au fost descoperite și au rămas necunoscute până în anul 1672, când iubitul ei, Sainte-Croix, a murit. Există multe speculații legate de cauza morții lui Sainte-Croix, unii susținând că el a murit în urma expunerii la propriile otrăvuri, în timp ce alții cred că acesta a murit din cauza unei boli. Cu toate acestea, nu există dovezi clare pentru nicio teorie. La momentul morții sale, Sainte-Croix era în datorii mari, iar printre bunurile sale s-a găsit o cutie care conținea scrisori compromițătoare între el și marchiză, precum și diverse otrăvuri. De asemenea, a fost găsit un bilet în care marchiza promitea o sumă mare de bani lui Sainte-Croix, datat în jurul perioadei în care tatăl ei a început să se simtă rău. Aceste descoperiri au reînviat cazul de crimă pentru tatăl și frații marchizei.
Cutia a fost sigilată și predată comisarului Picard pentru a fi întreprinse procedurile oficiale necesare. La Chaussée, aflând că Picard se ocupă de afacerile rămase ale lui Sainte-Croix, s-a dus la acesta și i-a spus că fostul său șef îi datora bani. În timpul discuției, La Chaussée a oferit o descriere suspect de detaliată a laboratorului lui Sainte-Croix, iar Picard i-a menționat că printre bunurile lui Sainte-Croix se afla și cutia cu scrisorile incriminatorii. Auzind acest lucru, La Chaussée a fugit, ceea ce a determinat pe Picard să solicite o anchetă pentru acest comportament suspect. La scurt timp, La Chaussée a fost găsit și interogat, dezvăluind implicarea sa și a marchizei în crimele comise împotriva familiei sale. În cele din urmă, La Chaussée a fost torturat și executat la 24 martie 1673, întimp ce marchiza a fost condamnată în absență pentru crimele sale și a fost emis un mandat de arestare în aceeași zi.

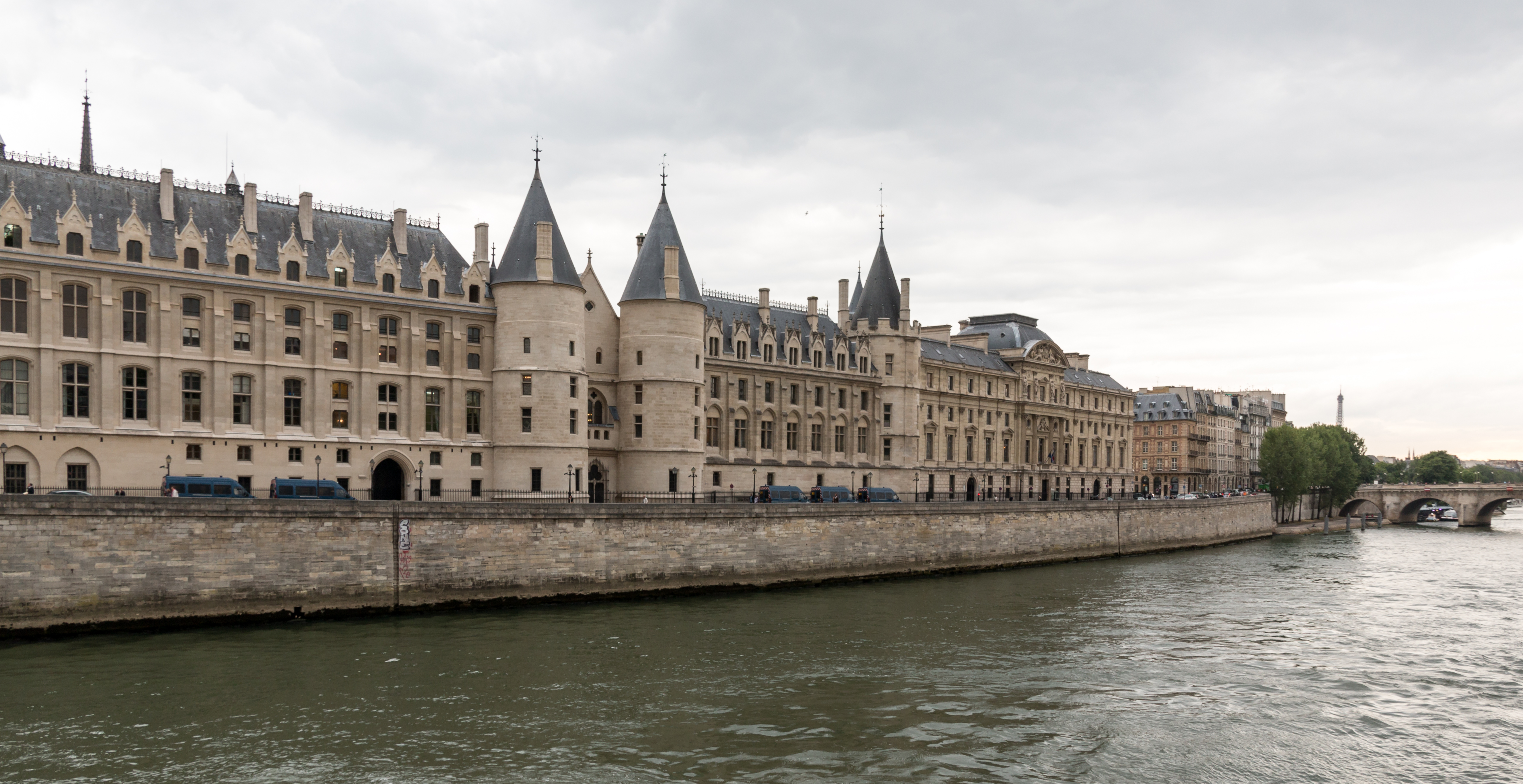
Conciergerie, închisoarea în care a fost închisă marchiza de Brinvilliers înainte de execuție

La aflarea veștii că cutia cu scrisori a fost găsită, marchiza a fugit din Franța și s-a ascuns în Anglia pentru a evita autoritățile, care au continuat să o caute timp de mai mulți ani. În timp ce se ascundea, a supraviețuit din banii trimiși de sora ei, Marie-Thérèse. După moartea surorii sale în 1674, marchiza a rămas cu puține resurse financiare pentru a supraviețui. Ea a continuat să se ascundă și să se mute din loc în loc, printre care Cambrai, Valenciennes și Anvers din Belgia. În Belgia, Marchiza a fost prinsă în cele din urmă. În 1676, ea a închiriat o cameră într-o mănăstire din Liège, unde autoritățile de acolo au recunoscut-o și au alertat guvernul francez, care a dispus ulterior arestarea ei.
Printre bunurile marchizei găsite în mănăstire se afla o scrisoare intitulată „Mărturisirile mele”, care detalia diferitele crime comise de-a lungul anilor, alături de alte informații personale. În această scrisoare, marchiza recunoaște că și-a otrăvit tatăl și doi frați și că a încercat să-și otrăvească fiica, sora și soțul, deși ultimele trei tentative au eșuat. De asemenea, ea mărturisește că a avut multe aventuri și că trei dintre copiii ei nu erau ai soțului ei. În ciuda îndoielilor unor cercetători cu privire la autenticitatea scrisorilor, conținutul mărturisirii a fost puternic folosit împotriva ei la curtea franceză.
Doamna de Sévigné, o aristocrată franceză contemporană a marchizei, a vorbit despre ea în multe dintre scrisorile sale, subliniind bârfele care se răspândeau în jurul nobilimii franceze. În timp ce era extrădată înapoi în Franța, marchiza a încercat să se sinucidă de mai multe ori. Odată ajunsă în Franța, a fost întâi interogată la Mézières și apoi încarcerată la Conciergerie, o închisoare din Paris.

## Procesul
Într-o scrisoare adresată fiicei sale, Doamna de Sévigné a menționat că procesul marchizei a captat atenția întregului Paris. Inițial, când a fost interogată, marchiza s-a prefăcut că nu știe nimic, nici nu a negat, nici nu a confirmat acuzațiile care i se aduceau, ci mai degrabă a pretins că nu este la curent cu ceea ce se întâmplă în jurul ei în legătură cu moartea familiei sale și cu relația sa ilicită cu Sainte-Croix.
Mai târziu, în timpul procesului, marchiza a negat toate crimele care i se imputau, dând vina pe fostul ei iubit Sainte-Croix. Cu toate acestea, această lipsă de dovezi substanțiale s-a schimbat curând, datorită mărturiei unui alt fost iubit al marchizei, Jean-Baptiste Briancourt, care a susținut că marchiza nu numai că i-a recunoscut că și-a otrăvit frații și tații, dar și că ea și Sainte-Croix au încercat să-l ucidă și pe el. În ciuda negărilor marchizei și a invocării faptului că Briancourt era un bețiv, aceasta nu a fost crezută. După un ultim interogatoriu, s-a decis că este vinovată de crimele sale și că va fi torturată înainte de a fi executată prin decapitare, urmată de arderea trupului său în public.

## Tortura și execuția

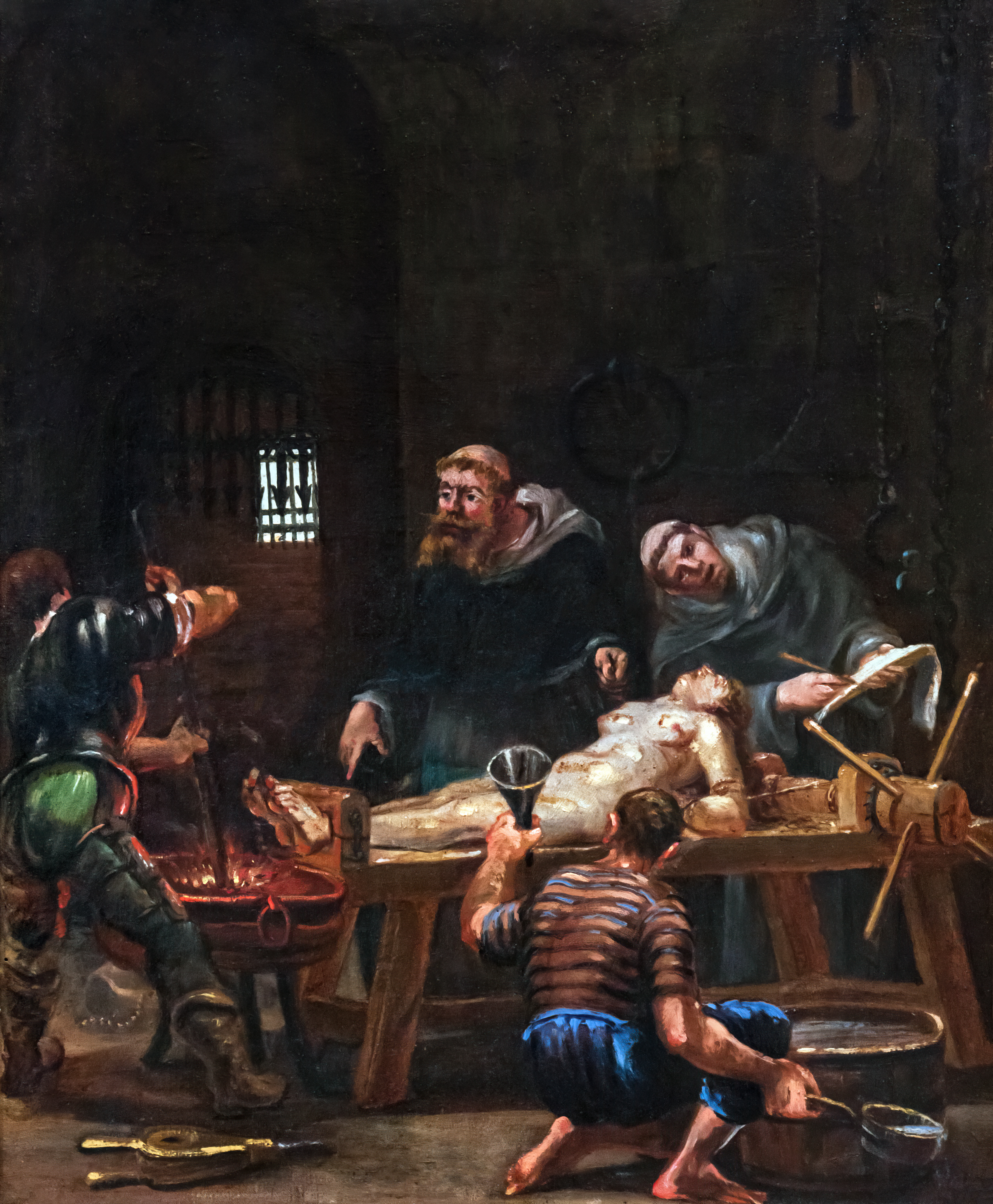
Marchiza torturată cu cura de apă înainte de decapitare (Jean-Baptiste Cariven, 1878)

Întrucât Franța era un stat catolic în momentul execuției, marchizei i s-a încredințat un confesor în ultimele ei ore de viață. Acesta a fost abatele Edem Pirot, un teolog de la Sorbona. Abatele Pirot a întocmit o amplă relatare a ultimelor clipe ale marchizei, a cărei copie originală se află în Biblioteca iezuiților din Paris. În această relatare, Pirot descrie ultimele ore ale femeii și vorbește despre viața ei  ei de dinaintea crimelor.
Înainte de execuția sa, ca parte a sentinței, marchiza a fost supusă unei forme de tortură cunoscută sub numele de cura de apă, în care trebuia să bea cantități uriașe de apă într-un timp foarte scurt, adesea prin intermediul unei pâlnii. După patru ore de tortură, ea a intrat într-o ultimă confesiune cu Pirot în capela închisorii.Din cauza legilor de la acea vreme, marchizei nu i s-a permis să se împărtășească înainte de execuție. Când a părăsit capela, o mulțime de aristocrați s-a adunat pentru a asista la marșul său către locul execuției, Place de Grève, unde ea și abatele au fost escortați de către gardieni.
Marchiza a fost îmbrăcată într-un slip alb, care era ținuta obișnuită a condamnaților la execuție. Pe drumul spre locul execuției, au făcut o oprire la Notre Dame, unde marchiza a interpretat Amende Honorable în interiorul catedralei pline ochi.
Când au ajuns în cele din urmă la Place de Grève, marchiza a fost coborâtă din căruța în care se afla și a fost adusă pe o platformă. Călăul a ras-o înainte de a scoate sabia și de a-i tăia capul în fața mulțimii de spectatori adunați acolo pentru a asista la execuție. După decapitare, corpul acesteia a fost incendiat, iar cenușa sa a fost aruncată în aer, conform relatărilor Doamnei de Sévigné.

## Repercusiuni

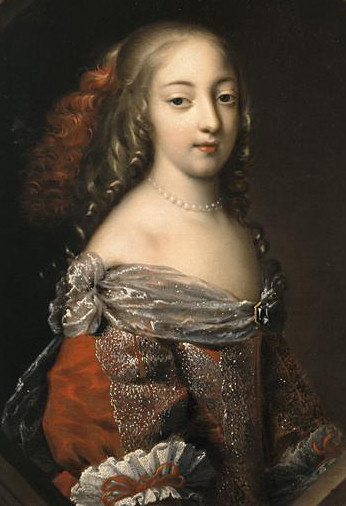
Portretul doamnei de Montespan, amanta lui Ludovic al XIV-lea, implicată în afacerea otrăvurilor.

După execuția marchizei, autoritățile, în special La Reynie și regele Ludovic al XIV-lea, au devenit convinse că marchiza nu putea să fi acționat singură și că erau implicate mai multe persoane în afacerea otrăvirii. Deoarece Sainte-Croix și La Chaussée erau deja morți, s-a lansat o anchetă asupra lui Pennautier, dar aceasta nu a dus la nicio concluzie și el a fost exonerat formal de orice suspiciune.
Ancheta asupra complicilor marchizei nu s-a oprit aici și au fost arestate multe persoane aflate în poziții înalte de putere, judecate pentru crime și alte afaceri criminale. Acest proces s-a extins treptat, culminând în 1679 cu cazul cunoscut sub numele de Afacerea otrăvurilor, în care au fost arestate mai mult de câteva sute de persoane. Printre persoanele notabile implicate în afacerea rezultată se numără Catherine Monvoisin, o ghicitoare mai bine cunoscută sub numele de La Voisin, Madamede Montespan, o amantă a regelui, și Olympia Mancini, contesa de Soissons.
Această anchetă a dezvăluit o rețea întreagă de oameni care se ocupau cu producerea și vânzarea de otrăvuri. Aceștia furnizau otrăvuri clienților lor pentru a rezolva probleme personale sau pentru a elimina rivali politici sau de afaceri. Au fost condamnați la moarte mulți dintre acești oameni, inclusiv La Voisin și alți membri ai rețelei sale, precum și unii dintre clienții lor.